# Physospermum kopetdaghense
Physospermum kopetdaghense är en flockblommig växtart som beskrevs av Jevgenij Korovin. Physospermum kopetdaghense ingår i släktet Physospermum och familjen flockblommiga växter. Inga underarter finns listade i Catalogue of Life.